# نووی میر (شهرستان استرلیباشفسکی، باشقیرستان)
نووی میر (انگلیسی: Novy Mir, Sterlibashevsky District, Republic of Bashkortostan) یک شهرک در شهرستان استرلیباشفسکی استان باشقیرستان کشور روسیه است.